# Tillandsia landbeckii
Tillandsia landbeckii är en gräsväxtart som beskrevs av Rodolfo Amando Philippi. Tillandsia landbeckii ingår i släktet Tillandsia och familjen Bromeliaceae.

## Underarter
Arten delas in i följande underarter:
- T. l. andina
- T. l. landbeckii
- T. l. rigidor